# Lance Kinsey
Lance Kinsey (13 de junho, 1959) é um ator e roteirista canadense que cresceu em Chagrin Falls, Ohio, um subúrbio de Cleveland. 

## Biografia
Lance participou da Hawken School, uma escola privada para garotos em Gates Mills, Ohio. Em seguida se formou pela Universidade de Vanderbilt em Nashville, Tennessee. Ele se formou em teatro e, em seguida, foi aprendiz no Actors Theatre of Louisville depois da faculdade. Após mudou para Chicago e se juntou à trupe de comédia Second City, onde escreveu e atuou em várias revistas consecutivos.
Lance Kinsey já apareceu na televisão, cinema e produções de teatro, mas é provavelmente mais conhecido pelo público como Proctor, o ajudante arrogante do comandante Mauser e capitão Harris no filme da série Loucademia de Polícia. Kinsey também escreve e produz para a televisão e cinema. Ele conheceu sua esposa, Nancy, quando ele estava se apresentando no Second City em Chicago, e ela estava fazendo seu mestrado em fotografia no Art Institute de Chicago. Eles têm dois filhos, Matt e Logan. Vivem em Los Angeles, Califórnia.